# Mathew Sigei
Mathew Kipkorir Sigei (30 aprile 1983) è un ex maratoneta keniota.

## Competizioni internazionali
2002
- 8º alla Maratona di Amsterdam ( Amsterdam) - 2h10'11"
- 4º alla Padova Marathon ( Padova) - 2h14'41"

2003
- 8º alla Maratona di Rotterdam ( Rotterdam) - 2h10'04"
- Oro alla Maratona di Brescia ( Brescia) - 2h09'17"
- Oro alla Mezza maratona di Parma ( Parma) - 1h02'32"
- 4º al Trofeo Sant'Agata ( Catania), 11,5 km - 33'22"

2004
- 12º alla Maratona di Vienna ( Vienna) - 2h16'23"
- 5º alla Maratona di Honolulu ( Honolulu) - 2h14'48"

2005
- Argento alla Mezza maratona di Udine ( Udine) - 1h01'23"

2006
- 5º alla Maratona di Madrid ( Madrid) - 2h13'44"
- 40º alla Maratona di Singapore ( Singapore) - 2h40'13"
- 14º alla Marvejols-Mende ( Mende), 22,4 km - 1h17'54"
- Bronzo alla Marseille-Cassis ( Marsiglia), 20,3 km - 1h00'53"
- Argento alla Mezza maratona di Azpeitia ( Azpeitia) - 1h03'17"

2007
- 5º alla Maratona di Amburgo ( Amburgo) - 2h09'39"
- 4º alla Maratona di Gyeongju ( Gyeongju) - 2h10'10"

2008
- 20º alla Maratona di Amburgo ( Amburgo) - 2h15'36"
- 7º alla Maratona di Istanbul ( Istanbul) - 2h18'19"

2009
- 10º alla Maratona di Essen ( Essen) - 2h16'51"
- Argento alla Maratona di Taichung ( Taichung) - 2h27'49"

2010
- Oro alla Maratona di Zhengzhou ( Zhengzhou) - 2h14'17"
- Bronzo alla Maratona di Pechino ( Pechino) - 2h16'01"
- 8º alla Maratona di Kuala Lumpur ( Kuala Lumpur) - 2h23'25"
- 27º alla Obudu International Mountain Race ( Obudu), 11,5 km - 51'00"

2011
- 4º alla Maratona di Dongying ( Dongying) - 2h16'48"

2012
- Oro alla Maratona di Zhengzhou ( Zhengzhou) - 2h12'39"

2013
- 4º alla Maratona di Zhengzhou ( Zhengzhou) - 2h16'57"
- Argento alla Mezza maratona di Beinwil am See ( Beinwil am See) - 1h05'10"

2014
- 6º alla Maratona di Zhengzhou ( Zhengzhou) - 2h21'54"

2016
- Oro alla Maratona di Kaunas ( Kaunas) - 2h26'39"
- Oro alla Maratona di Tromsø ( Tromsø) - 2h31'55"